# فرودگاه نانیسیویک
فرودگاه نانیسیویک (به انگلیسی: Nanisivik Airport) یک فرودگاه همگانی باربری است . این فرودگاه در کشور کانادا قرار دارد و در ارتفاع ۶۴۲ متری از سطح دریا واقع شده‌است.